# Município de Ames (condado de Athens, Ohio)
Localização do Ohio nos E.U.A.
O município de Ames (em inglês: Ames Township) é um município localizado no condado de Athens no estado estadounidense de Ohio. No ano 2010 tinha uma população de 1183 habitantes e uma densidade populacional de 12,05 pessoas por km².

## Geografia
O município de Ames encontra-se localizado nas coordenadas 39° 24′ 30″ N, 82° 00′ 18″ O. Segundo a Departamento do Censo dos Estados Unidos, o município tem uma superfície total de 98.15 km², da qual 97,71 km² correspondem a terra firme e (0,45 %) 0,44 km² é água.

## Demografia
Segundo o censo de 2010, tinha 1183 pessoas residindo no município de Ames. A densidade de população era de 12,05 hab./km².